# Cartago (Stany Zjednoczone)
Cartago – jednostka osadnicza w Stanach Zjednoczonych, w stanie Kalifornia, w hrabstwie Inyo.